# Marvel Comics
Marvel je stripovska založba s sedežem v New Yorku, last družbe Walt Disney Company od 31. decembra 2009 in hčerinska družba Disney Publishing Worldwide od marca 2023. Marvel je leta 1939 ustanovil Martin Goodman kot Timely Comics in je do leta 1951 postal splošno znan kot Atlas Comics. Obdobje Marvela se je začelo avgusta 1961 s izidom Fantastičnih štirih in drugih naslovnih superjunakov, ki so jih ustvarili Stan Lee, Jack Kirby, Steve Ditko in številni drugi. Marvelova blagovna znamka, ki se je uporabljala skozi desetletja, se je utrdila kot primarna blagovna znamka podjetja.
Marvelovi superjunaki so Spider-Man, Iron Man, Wolverine, Stotnik Amerika, Thor, Hulk, Doktor Strange, Daredevil, Črni Panter in Stotnica Marvel, pa tudi priljubljene ekipe superjunakov, kot so Maščevalci, Možje X, Fantastični štirje in Varuhi galaksije. Njegova skupina znanih superzlobnežev vključuje Doktorja Dooma, Magneta, Zelenega škrata, Venoma, Rdečo lobanjo, Lokija, Ultrona, Thanosa, Apocalypse in Galactusa. Večina Marvelovih izmišljenih likov deluje v eni sami resničnosti, znani kot Marvelov filmski svet, pri čemer večina lokacij prikazuje kraje iz resničnega življenja; veliko glavnih likov živi v New Yorku. Poleg tega je Marvel objavil več del po licencirah drugih podjetij. To vključuje stripe o Vojni zvezd, dvakrat od leta 1977 do 1987 in ponovno od leta 2015.